# ...e la vita continua (miniserie televisiva)
...e la vita continua è una miniserie televisiva diretta da Dino Risi, andata in onda su Rai 1 per otto puntate dal 1º aprile 1984.

## Trama
La miniserie racconta una saga familiare che parte dal dopoguerra per arrivare agli anni ottanta. Giulia è sposata con Arnoldo, un industriale, ma i rapporti con i figli sono problematici: Saverio è un arrivista senza scrupoli che vuole estromettere il padre dalla ditta, Silvia è la ribelle che cerca di fargli capire la verità. La grande villa ospita anche i fratelli di Giulia: la svampita Evelina e Arturo che si crede un grande scrittore.